# José Abel
 (juillet 2025).
La mise en forme du texte ne suit pas les recommandations de Wikipédia : il faut le « wikifier ».
Les points d'amélioration suivants sont les cas les plus fréquents. Le détail des points à revoir est peut-être précisé sur la page de discussion.
- Les titres sont pré-formatés par le logiciel. Ils ne sont ni en capitales, ni en gras.
- Le texte ne doit pas être écrit en capitales (les noms de famille non plus), ni en gras, ni en italique, ni en « petit »…
- Le gras n'est utilisé que pour surligner le titre de l'article dans l'introduction, une seule fois.
- L'italique est rarement utilisé : mots en langue étrangère, titres d'œuvres, noms de bateaux, etc.
- Les citations ne sont pas en italique mais en corps de texte normal. Elles sont entourées par des guillemets français : « et ».
- Les listes à puces sont à éviter, des paragraphes rédigés étant largement préférés. Les tableaux sont à réserver à la présentation de données structurées (résultats, etc.).
- Les appels de note de bas de page (petits chiffres en exposant, introduits par l'outil «  Source ») sont à placer entre la fin de phrase et le point final[comme ça].
- Les liens internes (vers d'autres articles de Wikipédia) sont à choisir avec parcimonie. Créez des liens vers des articles approfondissant le sujet. Les termes génériques sans rapport avec le sujet sont à éviter, ainsi que les répétitions de liens vers un même terme.
- Les liens externes sont à placer uniquement dans une section « Liens externes », à la fin de l'article. Ces liens sont à choisir avec parcimonie suivant les règles définies. Si un lien sert de source à l'article, son insertion dans le texte est à faire par les notes de bas de page.
- La présentation des références doit suivre les conventions bibliographiques. Il est recommandé d'utiliser les modèles {{Ouvrage}}, {{Chapitre}}, {{Article}}, {{Lien web}} et/ou {{Bibliographie}}. Le mode d'édition visuel peut mettre en forme automatiquement les références.
- Insérer une infobox (cadre d'informations à droite) n'est pas obligatoire pour parachever la mise en page.

Pour une aide détaillée, merci de consulter Aide:Wikification.
Si vous pensez que ces points ont été résolus, vous pouvez retirer ce bandeau et améliorer la mise en forme d'un autre article.
Pour les articles homonymes, voir Abel (homonymie).
José Manuel Potier Ferreira Abel, né le 21 mars 1948 à Lisbonne, au Portugal, et mort le 8 avril 1993 à Paris 10e, est un animateur, réalisateur de films d'animation, illustrateur et auteur de bandes dessinées portugais.

## Biographie

### Jeunesse et études
José Abel quitte le Portugal en 1967 pour s'installer et faire ses études en Belgique, où il étudie la cinématographie expérimentale d'animation à l'école de la Cambre à Bruxelles. Il a été l'un des premiers diplômés de cette école, où il a enseigné en tant que professeur adjoint,.
Il a commencé par suivre le cours de Dessins de Statues à l'Escola Superior de Belas Artes de Lisboa (pt) actuel la Faculté des Beaux-Arts de l'Université de Lisbonne (pt). Il commence sa carrière en tant qu'animateur, puis travaille en France, en Hongrie et aux États-Unis,. En 1992, il fonde son propre studio José Abel Studio, produisant des courts métrages d'animation et des films publicitaires.
Il collabore entr'autres  à l'animation de films tels : Les Douze Travaux d'Astérix et La Ballade des Dalton des Studios Idéfix de René Goscinny et Albert Uderzo, Les Maîtres du Temps de René Laloux et Moebius, Heavy Metal de Gérald Potterton (en) et son travail sur l'animation d'effets spéciaux sur Poltergeist de Tobe Hooper produit et co-écrit par Steven Spielberg aux studios Industrial Light & Magic de George Lucas,,.
En bande dessinée, le travail sur les dessins des deux albums de la série Les Aventures de Brian et Alves, Aux Mains des Soviets et La Conspiration de l'Étoile Blanche sur un scénario du journaliste Frédéric Charpier, et initialement édité par Les Humanoïdes associés.
José Abel est décédé le 8 avril 1993 d'une maladie soudaine à Paris, immédiatement après une visite au Portugal.

## Animation
À Bruxelles, il commence à travailler comme animateur aux Studios Belvision, et collabore ensuite aux Studios Idéfix de René Goscinny et Albert Uderzo. C'est là qu'il travaille comme animateur sur Les Douze Travaux d'Astérix et La Ballade des Dalton . À partir de là, il entame une série de travaux et de collaborations qui l'ont conduit en France, en Hongrie et aux États-Unis. Sa carrière s'est toujours construite loin du Portugal, à l'exception d'un court séjour entre 1982 et 1983, où il a travaillé au sein des sociétés de production Telecine-Moro et Costa do Castelo dans diverses animations, principalement pour des films publicitaires. Durant cette période, il publie des dessins dans la presse de gauche.
En 1992, il est président du jury du Festival international du film d'animation — Cinanima (pt) . L'année suivante, et en son honneur, le même festival institue le prix José Abel de la meilleure animation européenne.

### Participation à des longs métrages
| Année | Titre                                                       | Rôle                          | Notes | Pays                                        |
| ----- | ----------------------------------------------------------- | ----------------------------- | --- | ------------------------------------------- |
| 1976  | Les Douze Travaux d'Astérix                                 | animateur                     | Réalisé par : René Goscinny et Albert Uderzo ; Production : Studios Idéfix, Dargaud Films, Les Productions René Goscinny, Halas et Batchelor                                                                       | France / Royaume-Uni                        |
| 1978  | La Ballade des Dalton                                       | animateur                     | Crédité comme J.Potier ; Réalisé par : René Goscinny et Morris ; Production : Dargaud Films, Les Productions René Goscinny, Studios Idéfix                                                                         | France                                      |
| 1979  | Les Fabuleuses Aventures du légendaire baron de Münchhausen | animateur                     | Réalisation et réalisation : Jean Image ; Studio Jean Image, Cartoon Farm, Pannonia Film (en) (Hongrie) | France                                      |
| 1980  | Le Chaînon Manquant                                         | animateur                     | Réalisé par : Jean-Paul Walravens ; Pils Film (Belgique), SND (France) | Belgique / France                           |
| 1981  | Métal lourd ,                                               | key animator                  | Réalisé par : Gérald Potterton (en) | Canada                                      |
| 1982  | Les Maîtres du Temps                                        | animateur                     | Réalisé par : René Laloux ; Scénario : Jean-Patrick Manchette, Moebius et René Laloux, de L'Orphelin de Perdide (Stefan Wul) ; Film de Pannonie (en)                                                               | France / Hongrie                            |
| 1982  | Poltergeist                                                 | animateur d'effets visuels    | Crédité comme "José Able" - ILM ; Réalisé par : Tobe Hooper ; Production : Frank Marshall et Steven Spielberg ; Scénario : Steven Spielberg, Michael Grais et Mark Victor ; Studios Industrial Light & Magic (ILM) | États-Unis                                  |
| 1984  | Katy - la Oruga                                             | animateur                     | Réalisé par : José Luis Moro (es) et Santiago Moro | Mexique / Espagne                           |
| 1987  | Le Big Bang                                                 | Animateur et maquettiste      | Réalisé par : Jean-Paul Walravens | Belgique / France                           |
| 1989  | Tous les chiens vont au paradis                             | additional character animator | Réalisé par : Don Bluth, Gary Goldman et Dan Kuenster (en) | Irlande / Royaume-Uni / États-Unis / France |
| 1990  | DuckTales le film : Trésor de la lampe perdue ,             | ?                             | Réalisé par : Bob Hathcock ; Walt Disney Productions | États-Unis / France                         |
| 1991  | Robinson et Compagnie                                       | animateur                     | Réalisé par : Jacques Colombat | France                                      |

### Autres travaux d'animation
| Année | Titre                          | Rôle                | Notes | Pays   |
| ----- | ------------------------------ | ------------------- | --- | ------ |
| 1987  | Rahan, fils des âges farouches | model sheets artist | Série télévisée d'animation (26 épisodes), tirée de la bande dessinée de Roger Lécureux et André Chéret. Diffusion initiale en France sur Canal+ et au Canada sur la Télévision de Radio-Canada (maintenant ICI Radio-Canada Télé). | France |

### Derniers travaux d'animation
| Année | Titre                      | Rôle      | Notes | Pays   |
| ----- | -------------------------- | --------- | --- | ------ |
| 1991  | Des Chats d'après Steinlen | directeur | Court métrage | France |
| 1992  | cabarets                   | directeur | Court métrage d'une série inspirée des œuvres d'Henri de Toulouse-Lautrec                                                                                    | France |
| 1993  | Opéra Imaginaire ,         | directeur | En tant que directeur du segment Tosca : E Lucevan Le Stelle . Séquence d'animation inspirée d'un air du troisième acte de l'opéra Tosca de Giacomo Puccini. | France |

## Illustration et BD
| An   | Titre                               | Papier       | Notes | Pays   |
| ---- | ----------------------------------- | ------------ | --- | ------ |
| 1980 | Je n'attends pas d'être Grand       | illustrateur | Poèmes : Livia Javor ; Illustrations : José Abel (collaboration avec Marika Schwarcz) ; Éditions Léon Faure , | France |
| 1984 | Aux Mains des Soviets               | Dessins      | Première BD de la série Les Aventures de Brian et Alves ; Commande directe au magazine français Métal Hurlant Aventure (no 4 à no 7 - 1984) ; Publié au Portugal dans Jornal da BD ("Às Mãos dos Sovietes", #137 - mars 1985 à #144 - mai 1985 ); Scénario : Frédéric Charpier ; Dessins : José Abel ; Couleur : Maria Nemeth ; Les Humanoïdes associés | France |
| 1989 | La Conspiration de l'Étoile Blanche | Dessins      | Deuxième et dernière BD de la série Les Aventures de Brian et Alves ; Scénario : Frédéric Charpier ; Dessins : José Abel ; Coloris : Nadine Voillat ; Les Humanoïdes associés | France |
| 1992 | Une Nuit au Cirque                  | Dessins      | Petite histoire dans le quatrième album collectif de bande dessinée érotique Fripons (collectif Humains) ; Argument : Seudebias ; Dessins : José Abel ; Les Humanoïdes associés | France |